# Trutnov
Nota: Não confundir com outra cidade tcheca, Turnov.
Trutnov é uma cidade checa localizada na região de Hradec Králové, distrito de Trutnov‎.